# Вулиця Григорія Сковороди (Новомиргород)
Ву́лиця Григо́рія Сковороди́ — вулиця в місті Новомиргород Кіровоградської області. Проходить через місцевість Хутір. Протяжність — близько 0,78 км.

## Розташування
Починається від вулиці Перемоги, прямує на південь до вулиці Дружби, огинаючи рощу. Завершується неподалік від річки Велика Вись.
Прилеглі вулиці: Першотравнева, Петра Біби, Хутірська, Гайова, Комарова, Миру, Гагаріна, Тімірязєва.

## Історія
Вулиця була названа на честь російського письменника Льва Миколайовича Толстого.
Вважається центральною вулицею так званого Нового Хутору.

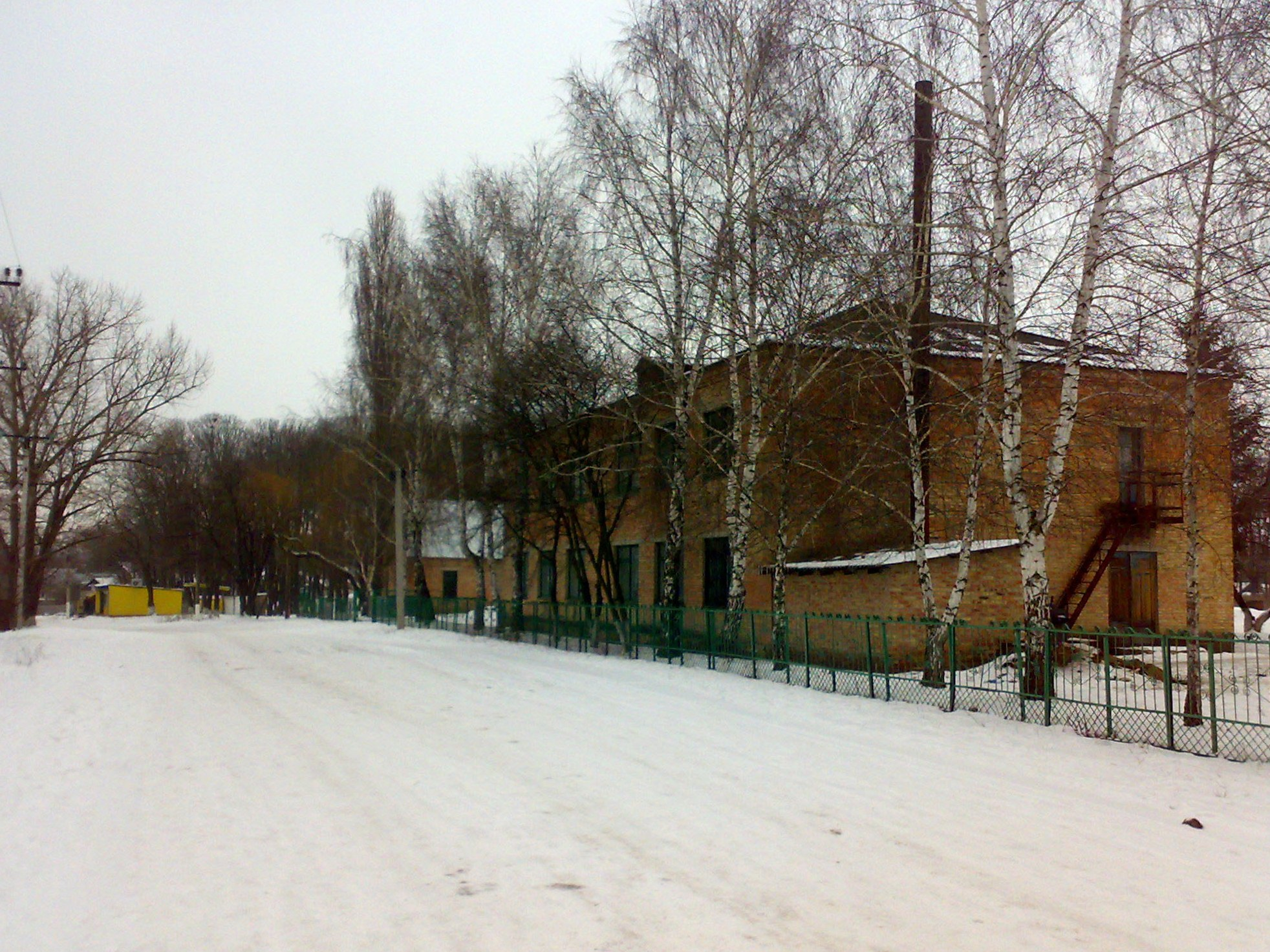
Вулиця Григорія Сковороди взимку

## Об'єкти
Житлова забудова вулиці переважно приватна, за винятком двох 2-поверхових багатоквартирних будинків.
Основні об'єкти, розміщені на вулиці Григорія Сковороди:
- Приміщення ветеринарної лікарні (вул. Гастелло)
- Міжрайонне управління водного господарства;
- ВУЖКГ;
- Станція діагностики автомобілів;
- три магазини.